# Паслён колючий
Паслён рогатый или Паслён колючий или Паслён роговидный (лат. Solanum rostratum) — теплолюбивое однолетнее растение из рода паслёнов. Родина — США, северная и центральная Мексика, ныне распространён в Европе, южной Африке, Австралии, Средней Азии, некоторых южных регионах России, в том числе на Дальнем Востоке. Возможны плодоношение и акклиматизация паслёна рогатого в Южной Сибири.

## Ботаническое описание
Растение достигает в высоту 1—1,5 м. Корень проникает на глубину до 3 м. Растение морфологически может образовывать перекати-поле.
Стебель и листья обильно усыпаны твёрдыми шипами. Листья ядовиты для животных.
Цветки жёлтые, в диаметре 2—3,5 см, цветение с мая по октябрь. Опыление производят средние и крупные пчёлы, в том числе шмели.

## Хозяйственное значение и применение
Паслён рогатый является первоначальным растением-хозяином колорадского жука, который позднее «перебрался» на картофель, сочтя его более сочным. Первое сообщение о том, что колорадский жук теперь обитает на картофельных кустах, пришло из Небраски в 1859 году.
В России относится к сорным растениям согласно перечню «Вредные организмы, не входящие в перечни особо опасных и опасных вредных организмов», а также является карантинным объектом, так как засоряет посевы пропашных и яровых зерновых культур, огороды, сады и пастбища.
Животные отказываются поедать зеленую массу кормовых культур, силос и сено с большой примесью паслёна колючего. В 1961 году в совхозе «Софиевский» две ямы кукурузного силоса засоренного пасленом остались неиспользованными из-за отказа животного его поедать. В других колхозах наблюдались случаи гибели животных при стравливании паслёна до цветения и при кормлении кукурузным силосом с его примесью. В совхозе «Архангельский» Прикумского района погибло несколько телят. При вскрытии обнаружили воспаление желудочно-кишечного тракта, травмы.

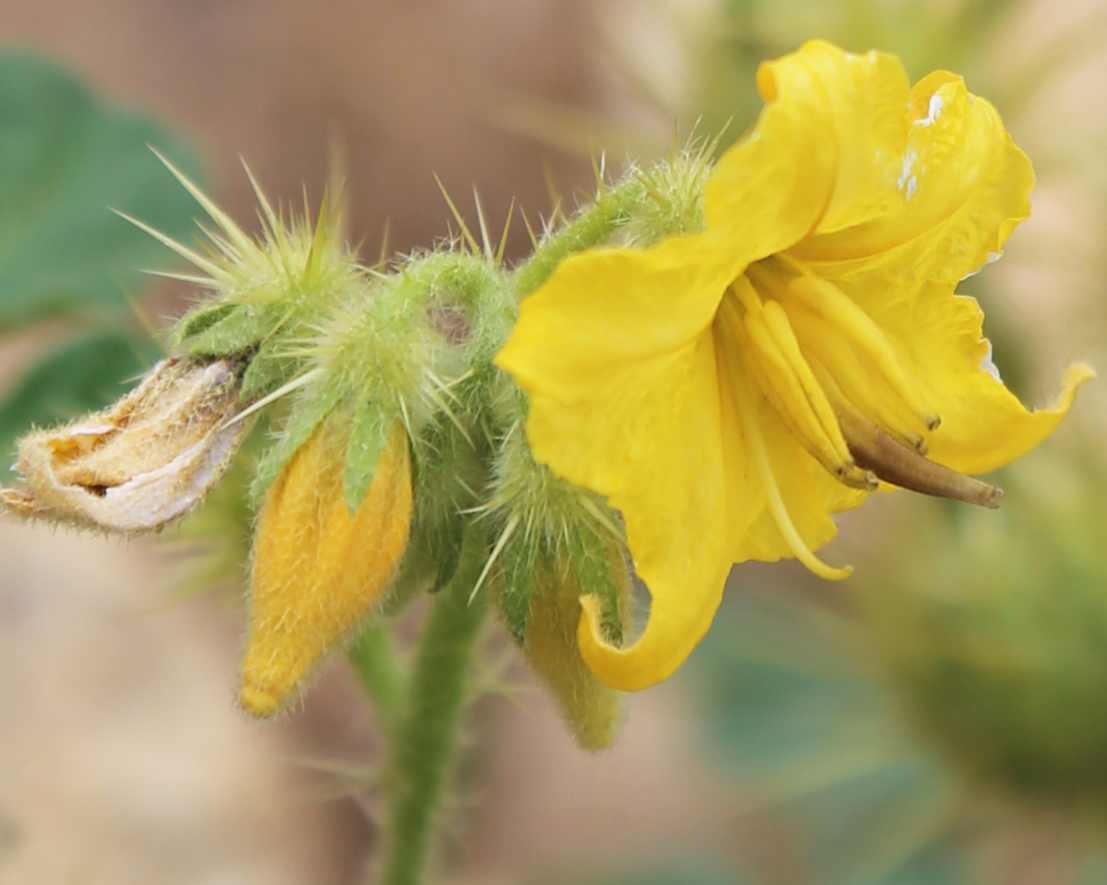
Цветок
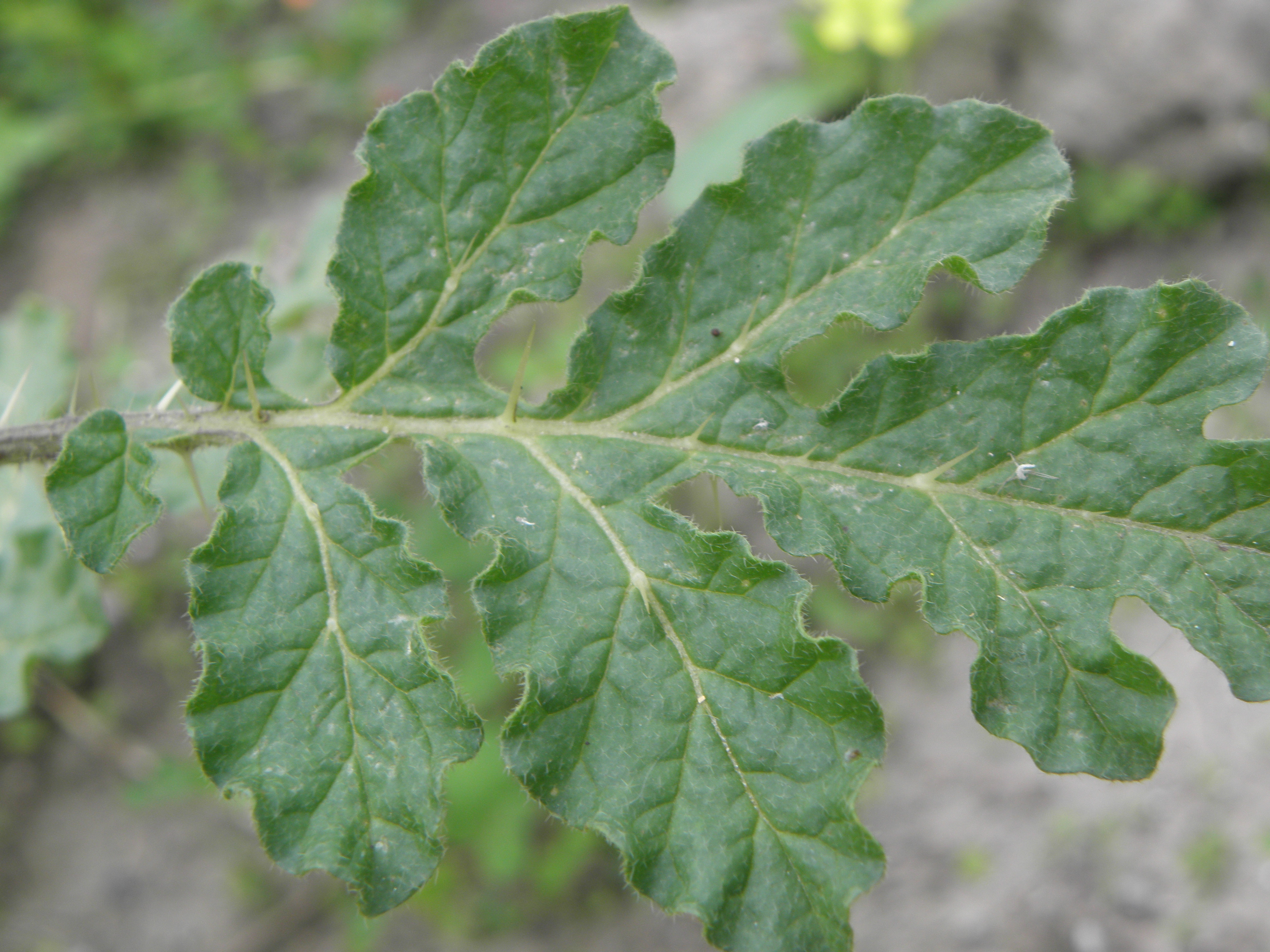
Лист
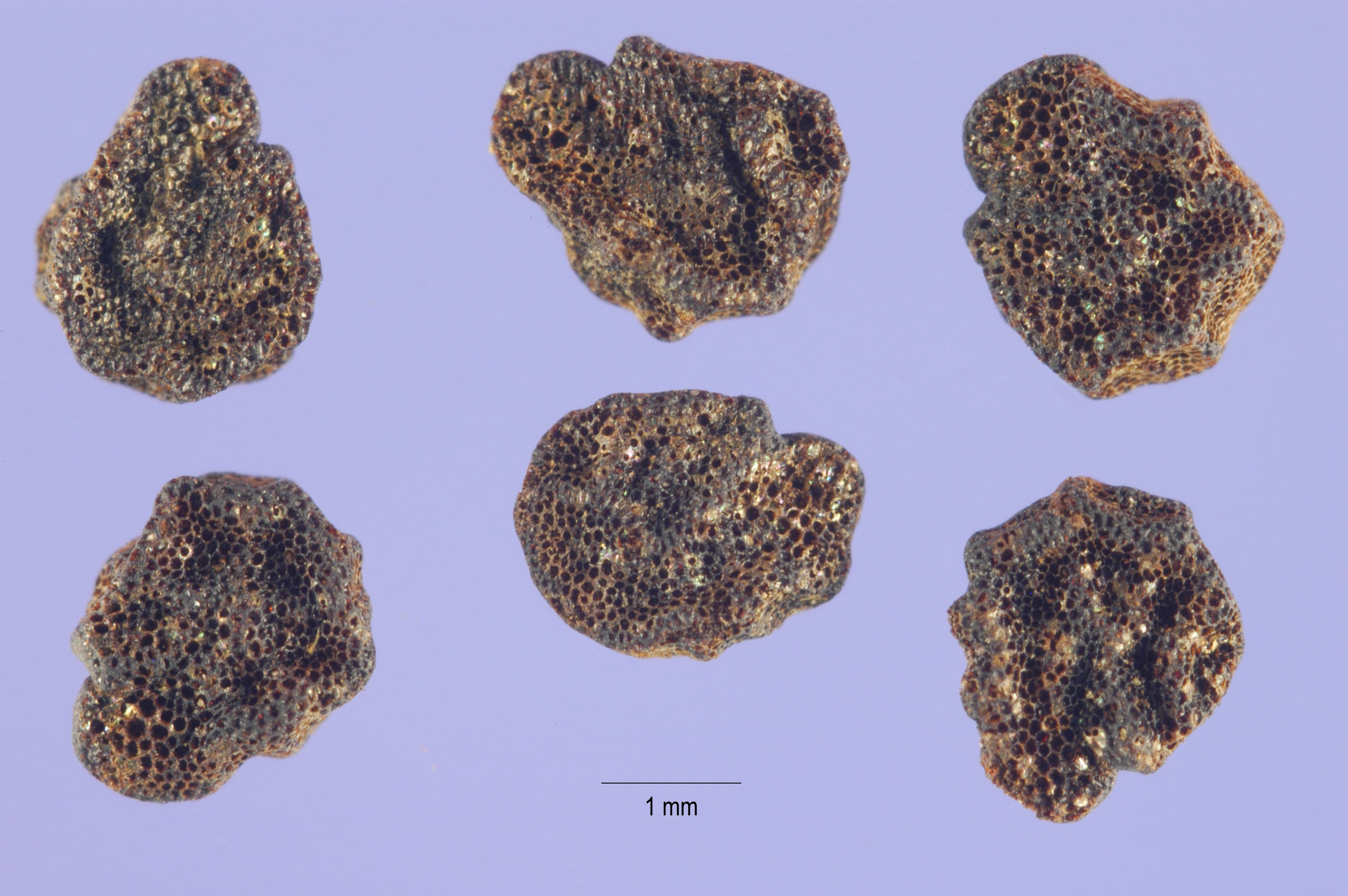
Семена
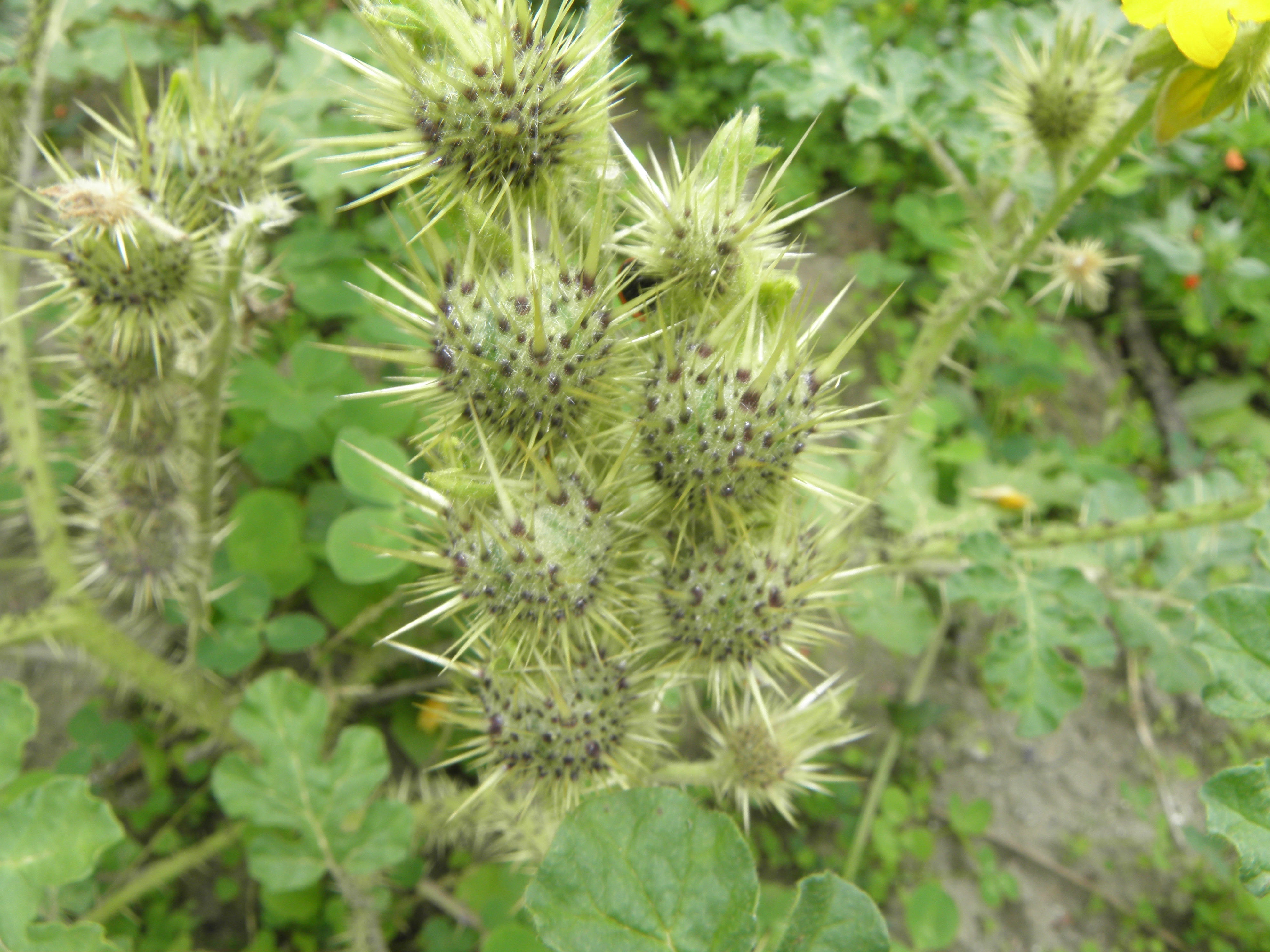
Колючки
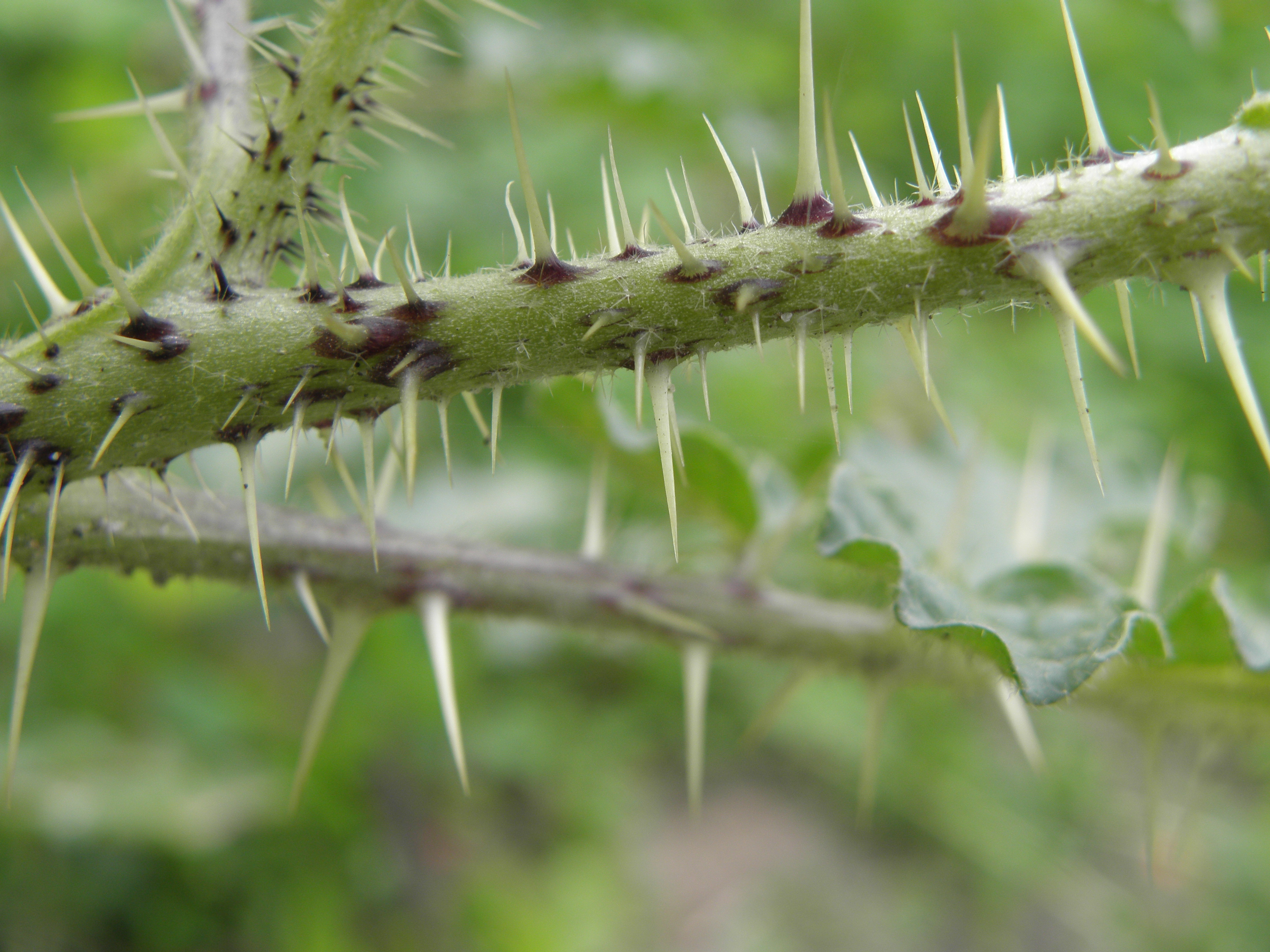
Стебель